# NGC 7552
NGC 7552 is een balkspiraalstelsel in het sterrenbeeld Kraanvogel. Het hemelobject werd op 7 juli 1826 ontdekt door de Schotse astronoom James Dunlop. Dit stelsel vormt onderdeel van een groep van 4, bekend als het Grus Quartet.

## Synoniemen
- IC 5294
- IRAS 23134-4251
- ESO 291-12
- VV 440
- MCG -7-47-28
- PGC 70884